# Noalla (Pontevedra)
Noalla es una parroquia del municipio de Sangenjo en Galicia. Su patrón es San Esteban (en gallego Santo Estevo). Tiene una extensión de 8,7 km². 
Según el INE de 2021 la población es de 2.677 habitantes (1.361 mujeres y 1.316 hombres), distribuidos en 19 entidades, lo que supone un aumento en relación con el año 1999 cuando tenía 2.429.

## Patrimonio

### La iglesia parroquial
La iglesia parroquial fue originalmente de estilo románico, del cual se conservan las arquivoltas apuntadas de la fachada. Consta de una sola nave, dividida en tres tramos. Los dos más occidentales están cubiertos por una bóveda de crucería y el tercero, junto a la capilla, tiene bóveda de cañón. En el tímpano se encuentra un calvario del siglo XVIII. La torre-campanario está adosada al lado izquierdo del edificio. 
En la parroquia de Noalla se pueden encontrar aparte de la iglesia dos capillas, la ermita de Aios y la ermita de Nuestra Señora de La Lanzada.

### Ermita de Nuestra Señora de La Lanzada

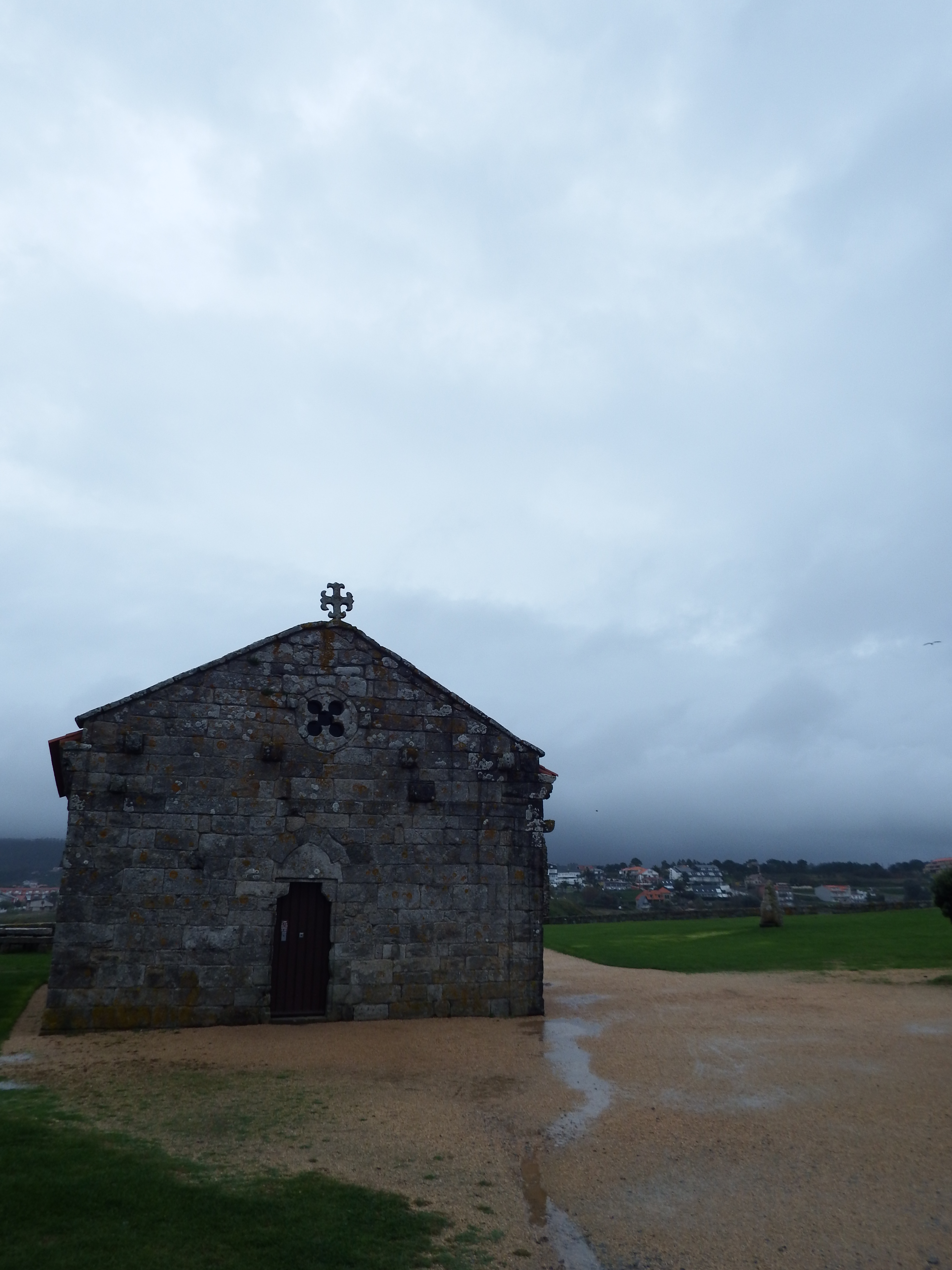
Ermita de Nuestra Señora de La Lanzada (Noalla)

En una esquina de la playa de la Lanzada, en uno de los salientes hacia el mar, se encuentra la ermita de Nuestra Señora de la Lanzada.
La ermita está rodeada de una antigua fortaleza hoy en día en ruinas. Su terreno está hoy en día siendo investigado y parcialmente excavado.
Es un lugar de mucha historia, presuntamente se encontraba un faro fenicio o romano que formaba parte de un antiguo sistema defensivo de las villas de la ría de Arosa frente a los vikingos, piratas normandos y árabes, enviando señales de alerta, mediante el encendido de hogueras en la cimas que eran vistas desde puntos más altos, a otras torres mucho más lejanas para prevenir un ataque por sorpresa. 
Más adelante fue escenario de numerosas batallas entre Doña Urraca y el arzobispo Gelmirez. En el siglo XIII fue destruida por los árabes. Años después sería reconstruida aún que más robustamente. En el siglo XV fue gravemente dañada por las revueltas Irmandiñas. En el siglo XVI quedó abandonada definitivamente.
Actualmente sólo se conserva los restos de una torre y la ermita. 
En la fachada occidental de esta encontramos un rosetón, en su interior encontramos un retablo, varias imágenes de diferentes santos y la imagen de la Virgen de La Lanzada. También se puede observar colgado del techo un destructor al lado de la puerta.
En torno a ella se circulan diversas leyendas relacionadas con el mar y la fertilidad.
Una de las leyendas más conocida es la de las nueve olas para poder concebir. En ella las mujeres tendrán que tomar las nueve olas a media noche, o el último sábado de agosto cuando es la festividad de la virgen o la noche más mágica del año, la noche de San Juan. Al amanecer del día siguiente las mujeres deben barrer la capilla, deshaciendo así el mal de ojo o "meigallos" que pudieran tener, y realizar una ofrenda a la virgen.

### Pazo de Quintans
Este pazo data del siglo XVII, es un edificio con planta en forma de L. Rodeado por un magnífico muro de sillería de granito muy bien trabajado también cuenta con un gran hórreo.
En la fachada principal destaca un balcón de piedra en voladizo a lo largo de la misma, con barandilla de madera. Este balcón hace las funciones de solana, pues está orientado al sur y se comunica con el interior de la casa a través de dos puertas acristaladas.
La fachada este está comunicada con el huerto. Un muro de piedra delimita la propiedad, que cuenta también con una capilla del siglo XVII.
El pazo cuenta con dos escudos heráldicos: uno entre las dos puertas que dan al balcón, con las armas de los Valladares y los Padín, y otro posterior con las armas de los Rivera, los Figueroa, los Ulloa, los Torres y los Aponte.
Antiguamente fue una torre integrada en el Casal de Moldes, del Mariscal Suero Gómez de Sotomayor.

### Mirador As Canteiras
Mirador del cual tienes unas vistas sobre el istmo de La Lanzada, la isla de Ons y la inmensidad del océano Atlántico.

## Playas
De todas las parroquias del municipio de Sangenjo es la que tiene más kilómetros de arenal.
- La Lanzada: playa de arena gruesa muy demandada por los surfistas ya que se encuentra dando la cara a mar abierto y tiene un buen oleaje durante todo el año debido a que no se encuentra protegida por la isla de Ons como las demás.
- Lapa: situada en la parroquia de Noalla, entre la playa de Area Gorda, separada solo por el islote del Médico, y La Lanzada, presenta una forma de media concha.
- A Nosa Señora: pequeña cala situada a los pies de la ermita de A Lanzada, entre las playas de Foxos y Area Gorda. Presenta una zona de arena blanca y fina y otra con arena más gorda donde son frecuentes las rocas y grandes cantos rodados.
- Area Gorda: playa semiurbana que destaca por la calidad de sus aguas, su blanca y fina arena, aunque parezca lo contrario por su nombre, y la belleza de su entorno.
- Bascuas: pequeña y tranquila playa nudista, la única de esta índole de todo Sangenjo. Poco o nada visible desde la carretera principal, Bascuas se refugia de los vientos gracias a las rocas que la rodean.
- Major: Playa de arena blanca y fina presenta a su vez una amplia zona de dunas.
- Pragueira: Playa de arena blanca y muy fina, naturista, muy tranquila.
- Foxos: Playa de arena blanca y fina y con fuerte oleaje.
- Pociñas: Esta una muy pequeña y escondida cala prácticamente unida a la Playa de Major cuando la marea está baja.
- Fontenla: Pequeña playa situada cerca del lugar de A Lanzada.

## Aldeas de Noalla
La parroquia consta de las siguientes aldeas:
- Aios - Según el Instituto Gallego de Estadística en 2007 contaba con 492 habitantes (232 hombres y 260 mujeres), 30 más que en 1999.

| - Bascuas - Besadoiros - Bruñeira - Casal (O Casal) - Caseiro - Codesal - Cova de Pazos - Fonte de Ons - Fontela | - Freixo - A Igrexa - A Lanzada - Lagarei - Mato - Montalvo - Mourelos - Major - Piñeiros | - O Pombal - Pontes - Quintáns - Revolta (A Revolta) - Salgueiro do Mato - Soutullo - Telleiro - Tombelo (O Tombelo) - Tramalleiro. |